# وواستن
وواستن (به لاتین: Woesten) یک منطقهٔ مسکونی در بلژیک است که در وتوران واقع شده‌است. وواستن ۶٫۲۷ کیلومتر مربع مساحت و ۱٬۳۸۵ نفر جمعیت دارد.